# Clinopodium troodi
Clinopodium troodi là một loài thực vật có hoa trong họ Hoa môi. Loài này được (Post) Govaerts mô tả khoa học đầu tiên năm 1999.